# 고조촌 (아이치현)
고조촌(五条村)은 아이치현 니시카스가이군에 설치되었던 촌이다. 현재의 기타나고야시 일부와 고마키시 남서부에 해당한다.